# Glasvegas
Glasvegas es una banda de indie rock escocesa de Glasgow. Está compuesta por James Allan (voz), Rab Allan (guitarra), Paul Donoghue (bajo eléctrico) y Jonna Löfgren (batería). Su álbum debut, Glasvegas (2008), fue muy bien recibido por la crítica y llegó a ser disco de platino. Además, alcanzó el número 2 en las listas de venta inglesas y fue nominado para el Mercury Music Prize en septiembre de 2009. El álbum también disfrutó de un gran éxito comercial y de  la crítica en Norteamérica y en Suecia (donde fue disco de oro). El 1 de diciembre de 2008, menos de tres meses después del lanzamiento de su álbum debut, la banda seguía conquistando a la crítica con el lanzamiento de A Snowflake Fell (And It Felt Like A Kiss), un EP navideño de seis canciones grabado en Transilvania.
En 2011, el grupo lanzó su segundo álbum, Euphoric /// Heartbreak \\\, que fue grabado en una casa de playa en Santa Mónica. El álbum alcanzó el número 10 en el Reino Unido y el número 1 en Suecia. Aunque también fue muy aclamado por la prensa recibiendo muchas críticas favorables, no fue tan exitoso comercialmente como su álbum debut. Hasta la fecha, la banda ha tocado dos veces por todo el mundo, incluyendo una gira por China y siete por Norteamérica.
En junio de 2013, la banda anunció que, por segunda vez en su carrera, había firmado un importante contrato discográfico con una de las mayores compañías discográficas del mundo; BMG. La banda lanzará a nivel mundial su tercer álbum Later...When The TV Turns To Static en septiembre de 2013.
En 2018, la banda anunció una gira por el Reino Unido para celebrar el décimo aniversario de su álbum debut homónimo con ventas de platino.  El álbum también fue reeditado con nuevas ilustraciones en oro. 
El 14 de agosto de 2020, Glasvegas lanzó su primer sencillo en siete años, "Keep Me a Space".  El sencillo está tomado de su cuarto álbum Godspeed , que fue lanzado en abril de 2021 por el propio sello de la banda, Go Wow Records

## Historia

### Primeros años
La banda fue formada por los primos James Allan y Rab Allan en el verano de 2003 con Paul Donoghue y Ryan Ross en la batería completando la formación poco después. Los conciertos locales en Glasgow y sus alrededores eran frecuentes y en mayo de 2004 la banda lanzó un sencillo de doble cara A de edición limitada autofinanciado, "I'm Gonna Get Stabbed" / "Ina Lvs Rab" en CD.  El sencillo obtuvo una crítica temprana y positiva para Glasvegas por parte de Rick Fulton del Daily Record el 24 de diciembre de 2004. El sencillo (junto con algunas demostraciones tempranas) ganó (su primera) difusión radial y comentarios favorables de Jim Gellatly en su radio. programa 'Beatbreakers' en enero de 2005, que se transmitió en el ahora desaparecido Beat106FM. Aunque muchos hacen la obvia observación de que el nombre de la banda es una mezcla de Glasgow (de donde son) y Las Vegas (la capital mundial del entretenimiento), la banda ha dejado claro muchas veces que esta nunca fue la razón por la que la banda llamó sí mismos Glasvegas. Según James Allan, le gustó el nombre Glasvegas, ya que salió dulcemente de la lengua. Es posible que sea la combinación del gaélico 'Glas' (gris) con el español 'vegas' (prado). Otro error común es que el nombre de la banda se divide en dos palabras "Glas Vegas" (especialmente en los EE. UU.), Lo cual es incorrecto.
Cuando Ryan Ross se fue a finales de 2004, la banda hizo una pausa muy breve hasta que se le pidió a Caroline McKay que se uniera al grupo a principios de 2005. Aunque nunca antes había tocado la batería, James le pidió que fuera la baterista porque se veía "genial". La banda tocó la mayoría de sus conciertos en Escocia y sus alrededores durante 2005 y 2006 con Caroline interpretando la batería básica, mientras que las partes de batería más complejas fueron atendidas por una caja de muestras de batería en el escenario operada por Rab. A medida que tocaban más y más conciertos, el nivel de habilidad de Caroline aumentó y la banda se volvió cada vez menos dependiente de la máquina de muestras. Fue el 3 de febrero de 2006 cuando la banda llamó la atención por primera vez de Alan McGee, quien los vio tocar tercero en el cartel en el icónico lugar de Glasgow King Tuts Wah Wah Hut.. McGee también estuvo acompañado esa noche por el ex libertino Carl Barât quien, por la fuerza de su actuación, ofreció a Glasvegas varios espacios de apoyo con su banda Dirty Pretty Things a lo largo de 2006.
En octubre de 2006, la banda lanzó una edición limitada autofinanciada de un sencillo de vinilo de 7 ", Go Square Go! / Legs'n 'Show "en un pequeño sello discográfico independiente llamado WaKS Records seguido de un lanzamiento digital dos semanas después. Este sencillo de vinilo de edición limitada de 500 ediciones se agotó en unos días y desde entonces se ha convertido en un artículo de colección con el sencillo intercambiando manos por una suma de tres cifras en eBay . El 4 de noviembre de 2006, la banda su concierto nocturno de lanzamiento de " Go Square Go! / Legs'n 'Show "en la Escuela de Arte de Glasgow . A mediados de diciembre de 2006, la banda tocó en un concierto especial en Polmont Young Offenders Instituteque también fue un momento crucial para la banda musicalmente; ya que fue durante este concierto que tomaron la decisión de alejarse de su dependencia de las muestras de batería. El cierre de 2006 vio a la banda tocar su primer concierto europeo en La Flèche d'Or en París el 28 de diciembre de 2006. La banda luego completó 2006 con un concierto en las Proud Galleries de Camden en la víspera de Año Nuevo.

### Sensaciones independientes y grabaciones de Sane Man
La banda abrió 2007 con un espectáculo principal en King Tuts Wah Wah Hut . A principios de febrero de 2007 (con la ayuda de Alan McGee), la banda grabó un vídeo para una de sus demos, "Daddy's Gone", que se rodó en Londres y en el East End de Glasgow . Este primer video ayudó a allanar el camino para la popularidad de la canción. A finales de febrero de 2007, James Allan tomó la decisión de publicar todas las demos de la banda en MySpace para su descarga gratuita. Estas descargas gratuitas ayudaron a fomentar el reconocimiento de Glasvegas y pronto sus conciertos se agotaron. El 8 de marzo de 2007, la banda se tomó un tiempo para tocar en un concierto acústico de bajo perfil en la prisión de Barlinnie en Glasgow.
A principios de abril de 2007, Alan McGee invitó a la banda a Londres para tocar tres noches consecutivas en clubes en las que estuvo involucrado; Death Disco, Notting Hill Arts Club, Kill Surf City, Punk and Queen is Dead, Borderline. Durante estos tres días, la banda también produjo sus primeras tomas de "prensa" en blanco y negro en Bloomsbury Bowling Lanes, Londres, el 6 de abril. El 25 de mayo, la banda tocó en su primer festival en el (ahora desaparecido) festival de música Isle of Skye antes de tocar en su tercer concierto en prisión en la prisión de Saughton, Edimburgo, el 7 de junio. El 14 de julio, la banda apoyó a Dirty Pretty Things por última vez en el Hackney Empire. En Londres, donde Glasvegas se unió a los cabezas de cartel para un bis y el 23 de julio de 2007 otra novedad notable fue la aparición de la banda en televisión en Death Disco TV en Londres en The Cuckoo Club junto a Carl Barât y Milburn . Las actuaciones constantes durante todo el verano vieron crecer la base de fanes de la banda y durante el verano de 2007, las demostraciones de la banda comenzaron a difundirse por radio en los Estados Unidos a través de una estación de radio por Internet con sede en St. Louis llamado IChannel. El 22 de agosto de 2007, la banda viajó una vez más a Londres para algunos conciertos más y mientras estaban en Londres, la banda encargó sus primeras tomas de prensa profesional. Estas fotografías fueron tomadas por el fotógrafo profesional Peter Mallet y todavía son ampliamente utilizadas por la prensa hoy en día, a pesar de que muestran la antigua formación de la banda. Fueron llevados en Vauxhall Cross y la estación de tren en Elephant and Castle . Esa misma noche la banda tocó en Death Disco en Londres. En la multitud estaba Tim Jonze, que vino al concierto. Quedó tan impresionado por la actuación de la banda que se ofreció a lanzar su próximo disco a pesar de que nunca había lanzado uno antes. La banda también se ofreció a ayudar en esta aventura y a los pocos días nació Sane Man Recordings; el objetivo era lanzar 1000 copias de " Daddy's Gone " en vinilo de 7 "para noviembre de 2007.
Antes del lanzamiento del sencillo, Tim Jonze asistió al Festival de Música In The City en octubre de 2007 y trajo varias copias del próximo sencillo junto con una vista previa. Según Tim, tocó el sencillo después de un discurso de apertura en una convención muy concurrida en el festival. El impacto de la canción fue inmediato con varios jefes de sellos haciendo preguntas sobre la canción (y el artista) allí mismo. Una de las consecuencias más inmediatas del revuelo generado en "In The City" fue Ian Brown pidiendo a Glasvegas que lo apoyara en varias fechas a finales de octubre de 2007. Antes de estas fechas de apoyo, Glasvegas anunció su intención de tocar en dos shows en vivo en Glasgow en noches consecutivas (sábado y domingo; 13 y 14 de octubre de 2007 en el ahora desaparecido Barfly, Glasgow) . La revista NME eligió revisar Glasvegas por primera vez en su sección Radar y revisar el próximo sencillo " Daddy's Gone / Flowers & Football Tops ", que fue elegido como el sencillo de la semana. 
"Daddy's Gone" se agotó y fue votado como el segundo sencillo del año por la revista NME a pesar de que la banda solo había producido 1000 copias. 

### A Snowflake Fell (And It Felt Like a Kiss)
Después de lanzar su segundo sencillo de edición limitada de 7 "," It's My Own Cheating Heart That Makes Me Cry "el 14 de febrero de 2008 a través de Sane Man Recordings, la banda optó por firmar con Columbia Records parte de Sony . El 28 de febrero de 2008, Glasvegas ganó el Premio Philip Hall Radar en los Premios NME .  El 10 de marzo de 2008, Glasvegas viajó a los Estados Unidos donde grabaron su álbum debut homónimo, Glasvegas , en Brooklyn Recording Studios, Brooklyn , Nueva York . El álbum fue coproducido por James Allan y Rich Costey . Glasvegas también filmó el video de su primer single "Geraldine" en Brooklyn el 30 de abril de 2008. A su regreso al Reino Unido a principios de mayo de 2008, la banda se embarcó en un calendario de giras que continuaría durante más de 16 meses. El 23 de junio de 2008, Glasvegas lanzó su primer sencillo de Columbia, " Geraldine ", que debutó en el puesto 16 en la lista de sencillos del Reino Unido .  El verano de 2008 también vio a la banda hacer su debut en el Festival de Glastonbury tocando en el John Peel Stage el 27 de junio de 2008. El 12 de julio de 2008, Glasvegas tocó en T in the Park en Futures Tent . Otras apariciones en festivales de debut en el verano de 2008 tuvieron lugar en Oxegen enIrlanda y en días consecutivos el 18 y 19 de julio de 2008 en el Festival de Música de Benicassim en Barcelona y Madrid en España . El 20 de julio de 2008, la banda tocó en el Latitude Festival . El 13 de agosto de 2008, Glasvegas fue invitado como telonero de apertura de Muse en Marlay Park en las afueras de Dublín , y al día siguiente vio a la banda tocar su primer acompañamiento con Kings of Leon en la Brixton Academy . El 25 de agosto, Glasvegas lanzó su segundo sencillo de Columbia " Daddy's Gone" que debutó en el puesto número 12 en la lista de singles del Reino Unido. El 30 de agosto de 2008, la banda tocó en el último festival Hydro Connect cerca de Inveraray en Escocia.
El álbum debut homónimo de la banda, Glasvegas, fue lanzado el 8 de septiembre de 2008 y debutó en el número 2 en la lista de álbumes del Reino Unido . A pesar de que su álbum debut vendió casi 60,000 copias en la primera semana, Metallica les negó el número 1 . La NME declaró: "Si The Libertines definió el comienzo de la década y Arctic Monkeys su mitad, entonces es casi seguro que Glasvegas definirá su final y más allá". Su álbum debut disfrutó del éxito en el Reino Unido (donde fue platino) y en Suecia (donde fue Gold). El impacto de la banda en el Reino Unido y el éxito de su álbum debut no pasaron desapercibidos en América del Norte , donde la banda realizó seis giras entre octubre de 2008 y septiembre de 2009. La banda ha mencionado en muchas ocasiones durante las entrevistas su compromiso de hacer el gran avance en los EE. UU. y Canadá. El 6 de octubre de 2008, la banda comenzó a grabar un segundo álbum de temática navideña, A Snowflake Fell (And It Felt Like a Kiss) , con miras a lanzarlo a tiempo para la Navidad de 2008. La grabación inicial comenzó en Electric Lady Studios antes de la La banda se mudó a un castillo de Transilvania en Brasov , Rumania.. La intención de la banda era lanzar un álbum completo que contenga diez pistas nuevas, pero debido a su apretada agenda, solo pudieron completar seis pistas y, en cambio, el álbum se convirtió en un EP . Fue lanzado el 1 de diciembre de 2008 como un CD independiente de edición limitada y también fue lanzado como una caja de CD de edición especial junto con su álbum debut Glasvegas .  A lo largo de 2008 y 2009, la banda se embarcó en una gira mundial, apareciendo en varios festivales, incluyendo espacios de apoyo para Oasis, U2 y Kings of Leon. Glasvegas fueron nominadas para el premio Mercury Music de 2009 , sin embargo, el cantante principal James Allan desapareció pocos días antes de la ceremonia de entrega de premios el 8 de septiembre de 2009. Desapareció durante un total de cinco días antes de finalmente aparecer sano y salvo en Nueva York. 

### Euphoric Heartbreak
En enero de 2010, Glasvegas se mudó a California y montó un estudio en una casa de playa en Santa Mónica, donde durante más de cinco meses hicieron demostraciones, rastrearon y grabaron la mayor parte de su segundo álbum Euphoric Heartbreak . Santa Mónica y su ubicación en la costa oeste del sur de California tuvieron una gran influencia en el sonido y la sensación de las nuevas canciones. Durante este período en Santa Mónica, Caroline McKay decidió dejar la banda antes de hacer una demostración y comenzó cualquier grabación, y se fue oficialmente el 25 de marzo de 2010 citando razones personales. Los miembros restantes de la banda permanecieron en Santa Mónica hasta principios de mayo de 2010 antes de regresar a Escocia con material nuevo para un álbum. Después de un descanso durante el verano, la banda se dirigió hacia el sur, a Assault & Battery 2, un estudio de grabación y mezcla en Londres, con el productor Flood durante septiembre, octubre y noviembre de 2010. La posproducción se llevó a cabo en los estudios Castle of Doom en Glasgow hasta diciembre de 2010 y enero de 2011. El 14 de diciembre de 2010, la banda anunció el nombramiento de un nuevo baterista, Jonna Löfgren de Boden en Suecia. El álbum se terminó un año después del día en que la banda llegó a Santa Monica Beach House. Glasvegas abrió 2011 con una gira íntima de 8 fechas por Escocia, que llevó a la banda a lugares de Escocia que normalmente se pierden las bandas en gira. La gira abarcó Kirkwall , Wick , Forres , Oban , Dunoon , Troon , Hawick y Dunfermline . La banda anunció la gira para asegurarse de que Escocia fuera la primera en escuchar la nueva música. La gira recibió críticas positivas con Simon Price de The Independent el domingo.citando que "Glasvegas sigue siendo, y lo necesitamos desesperadamente ahora mismo, una banda en la que creer". 
Las canciones entregadas por Glasvegas fueron una marcada desviación del álbum debut. La campaña de marketing se inició en enero de 2011 con un sorteo gratuito de temas y el tema elegido fue el segundo tema del álbum "The World Is Yours".  Para darles a los fanes más que un simple obsequio, la banda también creó una "Película del tráiler del álbum"  . El 4 de abril de 2011, la banda lanzó su segundo álbum Euphoric Heartbreak . El álbum alcanzó el número 10 en el Reino Unido y el número 1 en Suecia. El álbum recibió críticas mixtas de los críticos.  No tuvo tanto éxito comercial como el álbum debut de la banda, vendiendo alrededor del diez por ciento de las ventas de ese álbum. Varios meses después, la banda y su sello discográfico se separaron oficialmente el 4 de agosto de 2011.
Después del lanzamiento de Euphoric Heartbreak , la banda se embarcó en su gira europea más grande hasta la fecha en abril / mayo de 2011. Después de la gira académica de la banda por Europa y el Reino Unido, la banda partió para su séptima gira por los Estados Unidos en junio de 2011 tocando a lugares en la ciudad de Nueva York , Toronto y Los Ángeles . A su regreso al Reino Unido, la banda tocó en Rockness en Escocia seguido de una aparición en el escenario John Peel Stage . Varias apariciones más en festivales, incluido un espacio en Where The Action Is en Gotemburgo , Suecia, vieron a la banda terminar en junio de 2011. En julio de 2011, la banda realizó una gira por Australia por primera vez tocando en tres espectáculos en The Rosemount Hotel enPerth, The Metro en Sídney y The Hi-Fi en Melbourne antes de hacer una aparición en el festival Splendor in the Grass celebrado en Woodford a 45 millas al noroeste de Brisbane. Los productores de televisión también invitaron a la banda al set de Vecinos que se encontraba a las afueras de Melbourne y pasaron el día allí conociendo al elenco y al equipo y estaban encantados de ser atendidos por Tom Oliver ( Lou Carpenter ) en Harold's.  La banda también hizo su segundo viaje a Japón para tocar en el Fuji Rock Festival. Y luego completó el verano encabezando el primer festival de música Famous Grouse y tocando en el V Festival por primera vez. En octubre de 2011, Glasvegas se embarcó en una exitosa gira por el Reino Unido e Irlanda, comenzando en Cork, luego en Londres y luego hacia el norte a través de Mánchester, Sheffield y York y finalmente terminó con un concierto de bienvenida en el ABC Glasgow en Halloween.

### Later...When the TV Turns to Static
Glasvegas eligió Suecia para exhibir nuevas demos de su tercer álbum (aún sin título) y anunciaron una pequeña serie de fechas en Suecia y el Reino Unido a fines de marzo de 2012 y principios de abril. La banda tocó para más de 4500 fanes durante cuatro días en Suecia con visitas a Malmö , Estocolmo , Uppsala y Umeå . También tocaron en tres shows con entradas agotadas en Londres, Liverpool y Glasgow. En mayo tocaron en el festival Camden Crawl en Koko en Londres como invitados especiales de XFM . La banda también anunció en su sitio web oficial que habían sido invitados a tocar en China con dos fechas, una en Shanghái y otra en Beijing.en mayo de 2012. La banda también tocó en varios festivales europeos importantes durante el verano de 2012. Durante el verano de 2012, la banda comenzó a rastrear y grabar todas sus demos en los Gorbals Sound Studios en Glasgow y el álbum se completó a finales de 2012. 2012. La banda cerró el año con una pequeña gira íntima con entradas agotadas por el Reino Unido en diciembre llamado "The Crying Onion Tour", donde mostraron varias pistas nuevas de su próximo álbum, Later ... When the TV Turns to Static .
El 24 de noviembre de 2012, la banda anunció que lanzarían su tercer álbum Later ... When the TV Turns to Static a principios de otoño de 2013. La banda tocó una fecha única en Kilmarnock el 2 de febrero de 2013, donde encabezaron el Kilmarnock. Festival de Edición. El video del primer sencillo de la banda " Preferiría estar muerto (que estar contigo)"fue publicado en su sitio web oficial el 18 de marzo. El nuevo sencillo fue lanzado el 22 de abril de 2013 como descarga digital y como una edición limitada de vinilo blanco de 7". El vinilo de edición limitada se volvió cada vez más coleccionable, ya que era el primer lanzamiento de la banda en su propio sello Go Wow Records y, después del nuevo contrato discográfico de la banda con BMG, sería el último lanzamiento de Glasvegas en bastante tiempo. Rick Fulton (quien le dio a la banda su primera reseña en 2004) describió el nuevo single como "magnífico, simple, devastador. Un increíble regreso a la forma de uno de los grandes narradores de Escocia".  El 27 de marzo de 2013, la banda volvió a tocar en un concierto benéfico único en el icónico King Tut's Wah Wah Hut .
En junio de 2013, la banda anunció que por segunda vez en sus carreras habían firmado un contrato discográfico importante a nivel mundial con una de las compañías musicales más importantes del mundo; BMG . El primer lanzamiento a través de BMG fue el sencillo " If ". La pista fue lanzada el 8 de julio de 2013. Un video musical que acompaña al lanzamiento de "If" se lanzó por primera vez en YouTube el mismo día. El video presenta a William Shatner y es la versión de Glasvegas de The Old Grey Whistle Test.. "Tocamos en el Late Show con Craig Ferguson en Los Ángeles hace un par de años y William Shatner nos presentó como fan de la banda", dijo Allan. "Pensamos que sería genial agregarlo al nuevo video, ya que también tiene un tema de 'show tardío'. Es una presentación en vivo simple de la banda con una parte abstracta en el medio donde parece que el video ha sido grabado con imágenes aleatorias. El video tiene un filtro que queríamos ponerle solo para que se vea aún más como si estuvieras viendo una grabación en una videograbadora. ¡Vieja escuela! "  La banda lanzó su tercer álbum Later ... When the TV Turns to Static en septiembre de 2013. Recibió críticas generalmente favorables de los críticos que se estancaron en el número 41 en las listas de éxitos del Reino Unido. Más tarde...fue lanzado en tres formatos. CD estándar, vinilo blanco pesado y almanaque de lujo. El Almanaque de lujo se presenta con la icónica lámina de chevron en relieve en un almanaque de tapa dura encuadernado en lino con 40 páginas cosidas y un guardián de página con cinta. El Almanaque Deluxe fue concebido por James Allan en su totalidad. La banda lanzó un tercer sencillo; la canción principal "Más tarde ... cuando la televisión se vuelve estática" para promover el hecho de que Sky Arts transmitió 30 minutos de metraje contenido en el DVD Deluxe Almanac. 
En 2014 la banda emprendió otra gira por Europa con cuatro fechas en Alemania donde el álbum ha sido bien recibido. La banda también actuó en Polonia por primera vez desde 2009 y también actuó por primera vez en las ciudades de Praga y Vilnius. En febrero y marzo de 2014, la banda se embarcó en su octava gira por América del Norte en 13 ciudades durante 19 días. La banda también apareció en The Late Late Show el 4 de marzo por segunda vez en sus carreras, interpretando la pista del álbum "All I Want Is My Baby".

## Miembros
Miembros actuales
- James Allan – vocales, guitarra (2003–presente)
- Rab Allan – guitarra (2003–presente)
- Paul Donoghue – bajo (2003–presente)
- Jonna Löfgren – batería (2010–presente)

Miembros pasados
- Caroline McKay – batería (2005–2010)
- Ryan Ross – batería (2003–2004)

## Discografía
- Glasvegas (2008)
- A Snowflake Fell (And It Felt Like A Kiss) EP (2008)
- EUPHORIC /// HEARTBREAK \\\ (2011)
- Later...When The TV Turns To Static (2013)
- Hometapes (2018)
- Later When The TV Turns To Static (2020)